# マテルヌス・キュネギウス
マテルヌス・キュネギウス (ラテン語: Maternus Cynegius 388年3月14日没) は、ローマ帝国後期の高官。オリエンス道長官や執政官を歴任し、異教迫害の一環として古代ギリシアの著名な聖地を破壊したことで知られている。

## 生涯
キュネギウスはヒスパニア出身のキリスト教徒だったと考えられている。381年から383年の間のいずれかの時点で、彼はテオドシウス1世によりコメス・サクラルム・ラルギティオヌム（皇帝の財務官）に任じられた。その後クァエストル・サクリ・パラティ（法の起草者）を経て、384年にプラエフェクティ・プラエトリオ・オリエンティス（オリエンス道長官）となった。キュネギウスは異教の生贄儀式を禁止し、386年にエジプトやシリアの非キリスト教寺院・神殿を破壊した。さらにはテオドシウス1世の方針からも逸脱して反ユダヤ人法の制定に及んでいる。
司教であるアパメアのマルケッルスと共に行った2度目の東方視察（エジプトを含む）では、マルケッルスの督励もうけて様々な破壊活動を行った。以下に挙げるのは、その一部である。
- エデッサの神殿群のうちの一つ、もしくはカルラエのルナ神殿[4]
- アパメアのゼウス・ベロス神殿。セプティミウス・セウェルスらが神託を受けた地を含む
- パルミラのアッラート神殿（英語版）[5]

388年に執政官に任じられたが、同年のうちにベリトスで死去した。
キュネギウスはテオドシウス1世のミッソリウムを授与された高官の一人で、おそらくその中に描かれた一人でもある。スペインのカランケで考古学者が発見した別荘は、キュネギウスのものであると考えられている。